# Athanase Oloko
Athanase Oloko est un athlète camerounais, spécialiste des lancers, né en 1965.

## Biographie
En 1996, à Yaoundé, il devient vice-champion d'Afrique du lancer du poids avec un jet à 14,98 m et remporte la médaille de bronze du lancer du disque (46,72 m).
La même année, il remporte les épreuves de lancer du poids (13,32 m) et de lancer du disque (48,06 m) aux championnats d'Afrique centrale.
En 2007, il est nommé entraîneur national chargé des lancers de poids et de javelot. Il est actuellement secrétaire général de la fédération camerounaise d'athlétisme.

### Palmarès
| Date | Compétition                     | Lieu    | Résultat | Épreuve          | Performance |
| ---- | ------------------------------- | ------- | -------- | ---------------- | ----------- |
| 1996 | Championnats d'Afrique          | Yaoundé | 2e       | lancer du poids  | 14,98 m     |
| 1996 | Championnats d'Afrique          | Yaoundé | 3e       | lancer du disque | 46,72 m     |
| 1996 | Championnats d'Afrique centrale | Yaoundé | 1er      | lancer du poids  | 13,32 m     |
| 1996 | Championnats d'Afrique centrale | Yaoundé | 1er      | lancer du disque | 48,06 m     |